# Donna Mills

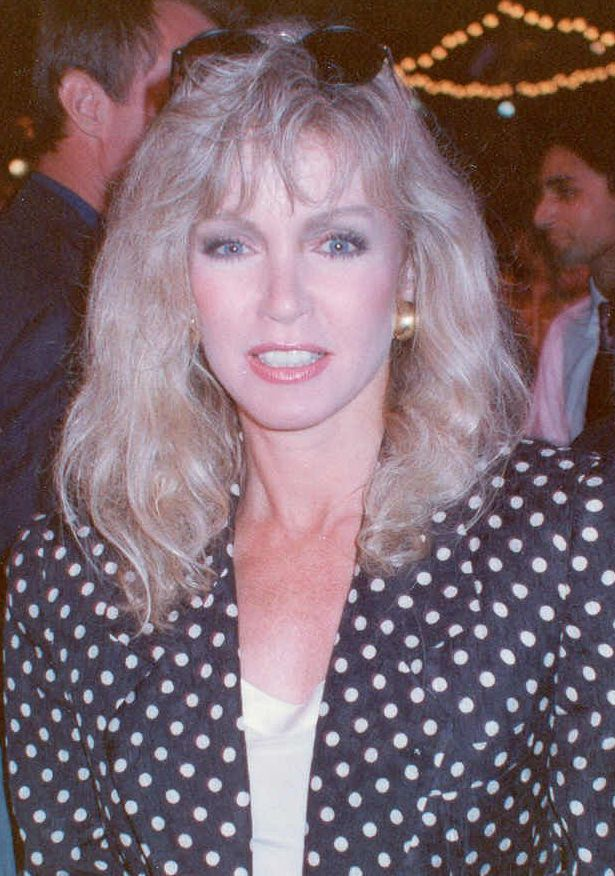
Donna Mills (1990)

Donna Mills (* 11. Dezember 1940 in Chicago, Illinois) ist eine US-amerikanische Schauspielerin. Ihre bekannteste Rolle verkörperte sie in der Fernsehserie Unter der Sonne Kaliforniens als intrigante Abby Fairgate Ewing, für die sie drei Mal als herausragender Bösewicht mit dem Soap Opera Digest Award ausgezeichnet wurde.
Für ihre Gastrolle in General Hospital als Madeline Reeves wurde sie darüber hinaus 2015 mit dem Daytime Emmy Award ausgezeichnet.
Mills war seit den späten 1960er Jahren hauptsächlich im Fernsehen zu sehen. Ihr Filmdebüt gab sie 1967 in dem Thriller Incident … und sie kannten kein Erbarmen neben Martin Sheen und Beau Bridges. Zu ihren wenigen weiteren bekannten Kinorollen gehört Sadistico (1971) neben Clint Eastwood.
2015 kehrte sie in einer Nebenrolle auf die Leinwand zurück: In dem starbesetzten Kinofilm Joy – Alles außer gewöhnlich spielte sie unter anderem an der Seite von Jennifer Lawrence, Robert De Niro und Bradley Cooper.
Ende 2017 war sie im Theaterstück Miss Daisy und ihr Chauffeur auf der Bühne zu sehen.

## Filmografie (Auswahl)
- 1966: The Secret Strom (Fernsehserie)
- 1967–1970: Love Is a Many Splendored Thing (Fernsehserie)
- 1971–1972: The Good Life (Fernsehserie, 15 Episoden)
- 1971: Sadistico
- 1973: Rauchende Colts (Gunsmoke; Fernsehserie, 2 Episoden)
- 1973–1974: Thriller (Fernsehserie, 2 Episoden)
- 1974: Live Again, Die Again (Fernsehfilm)
- 1974: Dr. med. Marcus Welby (Marcus Welby, M.D.; Fernsehserie, 1 Episode)
- 1975: Der Sechs-Millionen-Dollar-Mann (The Six Million Dollar Man; Fernsehserie, 1 Episode)
- 1975: Murph the Surf
- 1975: Hawaii Fünf-Null (Hawaii Five-O; Fernsehserie, 1 Episode)
- 1975: Cannon (Fernsehserie, 1 Episode)
- 1975: Barnaby Jones (Fernsehserie, 1 Episode)
- 1976: Make-up und Pistolen (Police Woman; Fernsehserie, 1 Episode)
- 1976: Quincy (Quincy, M. E.; Fernsehserie, 1 Episode)
- 1976: Look What’s Happend to Rosemary’s Baby (Fernsehfilm)
- 1977: Fire! (Fernsehfilm)
- 1977: Curse of the Black Widow
- 1977: The Oregon Trail (Fernsehserie, 1 Episode)
- 1978: Superdome (Fernsehfilm)
- 1978: Doctors’ Private Lives (Fernsehfilm)
- 1978: Love Boat (Fernsehserie, 3 Episoden)
- 1979: Hanging by a Thread
- 1979: Fantasy Island (Fernsehserie, 1 Episode)
- 1979: Young Maverick (Fernsehserie, 2 Episoden)
- 1980: Waikiki (Fernsehfilm)
- 1980–1989, 1993: Unter der Sonne Kaliforniens (Knots Landing; Fernsehserie, 236 Episoden)
- 1985: Alice im Wunderland (Alice in Wonderland, Fernsehzweiteiler)
- 1988: Die Känguruh-Lady (Outback Bound; Fernsehfilm)
- 1994: Dream On (Fernsehserie, 1 Episode)
- 1995: Tatort Schlafzimmer (Dangerous Intentions; Fernsehfilm)
- 1996: The Stepford Husbands (Fernsehfilm)
- 1996–1997: Melrose Place (Fernsehserie, 4 Episoden)
- 1997: Unter der Sonne Kaliforniens: Gute Nachbarn kann man nicht trennen (Fernsehserie, 4 Episoden)
- 2000: Rude Awakening (Fernsehserie, 1 Episode)
- 2006: Jane Doe (Fernsehfilmreihe, 1 Episode)
- 2007: Cold Case – Kein Opfer ist je vergessen (Fernsehserie, 1 Episode)
- 2008: Ladies of the House (Fernsehfilm)
- 2008–2010: Nip/Tuck – Schönheit hat ihren Preis (Fernsehserie, 2 Episoden)
- 2009: Dirty Sexy Money (Fernsehserie, 1 Episode)
- 2012: CGB (Fernsehserie, 1 Episode)
- 2014–2015, 2018: General Hospital (Fernsehserie)
- 2015: Joy – Alles außer gewöhnlich (Joy)
- 2015: 12 Gifts of Christmas (Fernsehfilm)
- 2016: Sharknado 4
- 2018: Leicht wie eine Feder (Light as a Feather; Fernsehserie)
- 2019: Turnover
- 2019: A Beauty & The Beast Christmas
- 2022: Nope
- 2023: The Rookie: Feds (Fernsehserie, 1 Episode)
- 2023: Dawn (Fernsehfilm)
- 2023: Secrets of the Morning (Fernsehfilm)
- 2023: Twilight’s Child (Fernsehfilm)
- 2023: Origin
- 2023: Ladies of the ‘80s – A Divas Christmas (Fernsehfilm)
- 2025: Navy CIS (NCIS; Fernsehserie, Episode Immer Ärger mit Hal)
- 2025: Doctor Odyssey (Fernsehserie, Episode 1x12)

## Auszeichnungen und Nominierungen
| Jahr | Serie/Film                   | Auszeichnung            | Kategorie                                                    | Resultat  |
| ---- | ---------------------------- | ----------------------- | ------------------------------------------------------------ | --------- |
| 1986 | Unter der Sonne Kaliforniens | Soap Opera Digest Award | Outstanding Actress in a Leading Role on a Prime Time Serial | Nominiert |
| 1986 | Unter der Sonne Kaliforniens | Soap Opera Digest Award | Outstanding Villainess: Prime Time                           | Gewonnen  |
| 1988 | Unter der Sonne Kaliforniens | Soap Opera Digest Award | Outstanding Villainess: Prime Time                           | Gewonnen  |
| 1989 | Unter der Sonne Kaliforniens | Soap Opera Digest Award | Outstanding Villainess: Prime Time                           | Gewonnen  |
| 2015 | General Hospital             | Daytime Emmy Award      | Outstanding Special Guest Performer in a Drama Series        | Gewonnen  |